# Rosita Thomaz Lopes
Rosa de Carvalho e Silva, conhecida profissionalmente como Rosita Thomaz Lopes (Rio de Janeiro, 1 de junho de 1920 — Rio de Janeiro, 9 de março de 2013) foi uma atriz, escritora, tradutora, autora, colunista, jornalista, produtora de televisão e apresentadora brasileira.

## Biografia
Rosa de Carvalho e Silva (Rosita') nasceu no Rio de Janeiro em 1 de junho de 1920. Filha do diplomata brasileiro Embaixador Lafayette de Carvalho e Silva e de Regina de Sousa Ribeiro de Carvalho e Silva, Rosita casou-se em 17 de setembro de 1942 com o também filho de diplomata Herculano Thomaz Lopes. O casamento anunciado na véspera pela imprensa como um elegante enlace matrimonial. Na década de 1950, Rosita figurava como uma das mulheres mais elegantes do Rio de Janeiro.

## Carreira artistica
Segundo o filho Antônio, sempre fora uma pessoa sensata, equilibrada e companheira. Como casou-se muito jovem, e tornou-se dona de casa, sentiu necessidade de buscar uma atividade profissional. Começou a atuar aos 40 anos. Estreou no teatro amador com Maria Clara Machado. Em 1960, ingressou na Companhia Tônia-Celi-Autran onde atuou em peças de relativo sucesso. Em 1961 ganha o prêmio de Melhor Atriz Coadjuvante por Um Castelo na Suécia. Ainda nos anos 60, ingressa no Teatro Brasileiro de Comédia (TBC), onde trabalha com Célia Biar, Cacilda Becker, Ítalo Rossi, Gianfrancesco Guarnieri, dentre outros.
Seu começo artístico se deu no cinema, em 1956, ao atuar no filme Com Água na Boca. Seguiram-se alguns sucessos como Sangue na Madrugada (1964), Encontro com a Morte (1965), Garota de Ipanema (1967), Ipanema Toda Nua (1971), O Descarte (1973) e Os Três Mosqueteiros Trapalhões (1980).
Na televisão, estreou em 1963 na novela A Morta Sem Espelho da TV Rio. Além da TV Rio, trabalhou na TV Tupi e na Rede Manchete, mas foi na Rede Globo que consolidou sua carreira, tornando-se conhecida pelo grande público ao interpretar personagens ricas e elegantes como Odete Moura em Anjo Mau (1976); Hilda em Te Contei? (1978); Letícia em Brilhante; Renata Gouveia em Avenida Paulista (1982); Madame Edwiges Klotz em Carmem (1987) - este pela Manchete - e Úrsula Ramos Pelegrini em Pátria Minha (1994).
Em 2005, a atriz, com 85 anos, colocou prótese na perna esquerda, depois de uma queda com fratura no fêmur e outra no punho. Parou, então, completamente de trabalhar.
Seus últimos trabalhos em televisão, foram em 1996, em Xica da Silva (Rede Manchete) e em 1999, em  Força de um Desejo (Rede Globo).
No total, fez mais de 15 filmes e 20 trabalhos em teledramaturgia.

## Morte
Morreu em 9 de março de 2013, aos 92 anos, no apartamento em que morava na cidade do Rio de Janeiro por falência de múltiplos órgãos. Segundo O Globo, "Rosita Thomaz Lopes, no teatro ou na TV, uma dama".

## Carreira

### Na televisão
| Ano  | Título                   | Personagem                 | Notas                          |
| ---- | ------------------------ | -------------------------- | ------------------------------ |
| 1963 | A Morta Sem Espelho      | Vidinha                    |                                |
| 1963 | Pouco Amor Não É Amor    | —                          |                                |
| 1965 | Paixão de Outono         | Linda                      |                                |
| 1965 | Ilusões Perdidas         | —                          |                                |
| 1965 | 4 no Teatro              | —                          |                                |
| 1966 | O Rei dos Ciganos        | Yara Racozy                |                                |
| 1966 | A Noiva do Passado       | —                          |                                |
| 1967 | O Homem Proibido         | Ágata                      |                                |
| 1969 | Um Gosto Amargo de Festa | Cecília                    |                                |
| 1970 | E Nós, Aonde Vamos?      | Fátima                     |                                |
| 1972 | Uma Rosa com Amor        | Mrs. July Smith            |                                |
| 1973 | Os Ossos do Barão        | Amiga de Melica            |                                |
| 1973 | Carinhoso                | —                          |                                |
| 1973 | Caso Especial            | Ex-proprietária da mansão  | Episódio: "A Herdeira"         |
| 1973 | Caso Especial            | —                          | Episódio: "O Preço de Cada Um" |
| 1974 | Supermanoela             | Dona Cibele                |                                |
| 1975 | Escalada                 | Noêmia Alcântara Magalhães |                                |
| 1976 | Anjo Mau                 | Odete Moura                |                                |
| 1977 | Nina                     | Marcolina                  |                                |
| 1978 | Te Contei?               | Hilda Bueno                |                                |
| 1979 | Marron Glacê             | Leila                      |                                |
| 1981 | Brilhante                | Letícia Cardoso            |                                |
| 1981 | Jogo da Vida             | Helena                     |                                |
| 1982 | Avenida Paulista         | Renata Gouveia             |                                |
| 1983 | Louco Amor               | Nanda                      |                                |
| 1983 | Guerra dos Sexos         | Florisa Verute             |                                |
| 1986 | Chico Anysio Show        | Modista francesa           |                                |
| 1987 | Carmem                   | Madame Edwiges Klotz       |                                |
| 1987 | Helena                   | Madre Superiora            |                                |
| 1988 | Bebê a Bordo             | Dona Maria Clara           |                                |
| 1989 | Top Model                | Diretora                   |                                |
| 1990 | Rainha da Sucata         | Stella                     |                                |
| 1990 | Lua Cheia de Amor        | Venância Souto Maia        |                                |
| 1991 | Felicidade               | Mafalda                    |                                |
| 1992 | Perigosas Peruas         | Walkíria Souto Maior       |                                |
| 1993 | Agosto                   | Dona Rosália               |                                |
| 1993 | Olho no Olho             | Dina                       |                                |
| 1994 | Pátria Minha             | Úrsula Ramos Pelegrini     |                                |
| 1996 | Xica da Silva            | Irmã Vasconcelos           |                                |
| 1999 | Força de um Desejo       | Fabíola Xavier             |                                |

### No cinema
| Ano  | Título                                       | Personagem           |
| ---- | -------------------------------------------- | -------------------- |
| 1956 | Com Água na Boca                             | Bailarina            |
| 1964 | Sangue na Madrugada                          | —                    |
| 1965 | Encontro com a Morte                         | Sônia                |
| 1966 | Cara a Cara                                  | Mãe de Luciana       |
| 1967 | Garota de Ipanema                            | Mãe de Márcia        |
| 1967 | El Justicero                                 | Mãe de Ana Maria     |
| 1968 | Mar Corrente                                 | Vera                 |
| 1968 | Os Viciados                                  | Cristina             |
| 1969 | Pobre Príncipe Encantado                     | Tilde                |
| 1971 | Ipanema toda Nua                             | Viúva                |
| 1972 | Um Marido Sem... É Como um Jardim Sem Flores | Letícia              |
| 1973 | O Descarte                                   | Ana                  |
| 1975 | Enigma para Demônios                         | —                    |
| 1978 | A Lira do Delírio                            | —                    |
| 1980 | Os Três Mosqueteiros Trapalhões              | Dona Ana             |
| 1989 | Faca de Dois Gumes                           | Mulher no funeral    |
| 1990 | Stelinha                                     | Cartomante           |
| 1994 | A Causa Secreta                              | Paciente do Hospital |

### No teatro
- 1959 - Living-room
- 1960 - Dona Rosita, a Solteira
- 1960 - O Cavalinho Azul
- 1960 - Seis Personagens à Procura de um Autor
- 1961 - Um Castelo na Suécia
- 1962 - Lisbela e o Prisioneiro
- 1964 - O Preço de um Homem
- 1964 - Sonho de uma Noite de Verão
- 1964 - Vereda da Salvação
- 1965 - As Feiticeiras de Salém
- 1966 - A Sinistra Comédia
- 1966 - A Dama do Maxim's
- 1966 - O Sr. Puntila e Seu Criado Matti
- 1968 - O Burguês Fidalgo
- 1970 - Os Embrulhos
- 1971 - As Sabichonas
- 1971 - Vivendo em Cima da Árvore
- 1971 - Uma Casa de Bonecas
- 1972 - Um Tango Argentino
- 1972 - Abelardo e Heloísa
- 1973 - O Amante de Madame Vidal
- 1974 - Dr. Knock
- 1974 - Constantina
- 1976 - A Morte do Caixeiro Viajante
- 1976 - A Rainha Morta
- 1977 - O Diário de Anne Frank
- 1979 - Pato com Laranja
- 1982 - As Lágrimas Amargas de Petra von Kant
- 1984 - A Amante Inglesa
- 1986 - Fedra
- 1995 - À Luz da Lua
- 1997 - Para Sempre
- 2003 - Conflitos de Joana D'Arc